# Kammertor

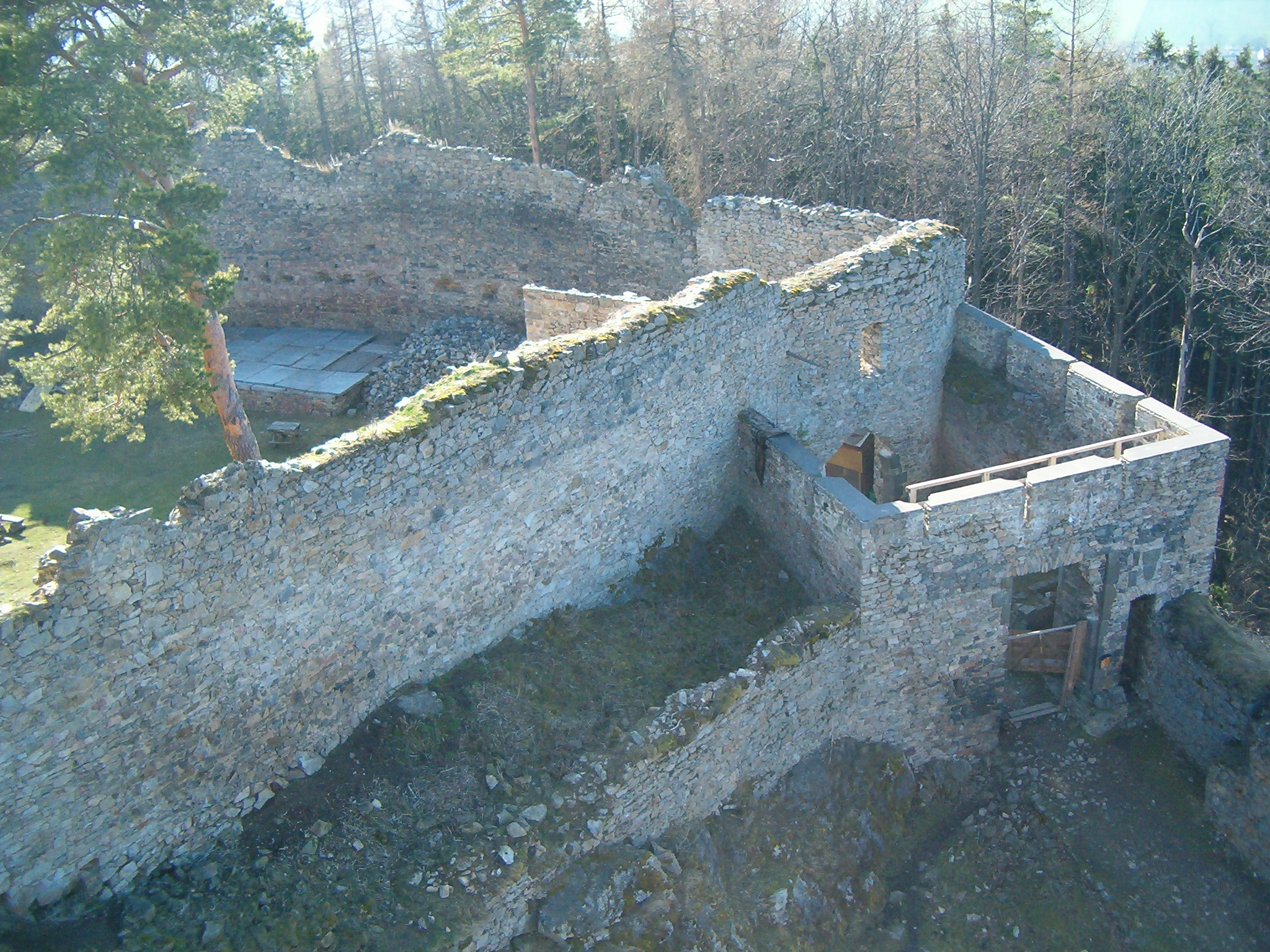
Kammertor der Burg Helfenburk

Als Kammertor wird bei mittelalterlichen Stadtbefestigungen und Burgen ein System aus mindestens zwei hintereinander angeordneten Toren bezeichnet, die durch Mauern miteinander zu einer gut zu überwachenden Passage verbunden sind. Kammertore können im Freiraum zwischen zwei Ringmauern angelegt oder auch als eigenständiger Torbau an die Ringmauer angegliedert sein. Da relativ wenige Wehranlagen von einem vollständigen zweiten Mauerring umgeben sind, finden Kammertore häufig in einem kurzen Zwingerabschnitt Platz.
Kammertore wurden oft in bestehende Bebauung integriert und durch darüberliegende Verteidigungsgeschosse oder Wehrtürme sowie mit Fallgattern und Zugbrücken gesichert.